# Anna Hubáčková
Anna Hubáčková (* 6. září 1957 Ratíškovice) je česká politička a bývalá úřednice, od prosince 2021 do října 2022 ministryně životního prostředí ČR ve vládě Petra Fialy, v letech 2016 až 2022 senátorka za obvod č. 79 – Hodonín, v letech 2020 až 2021 zastupitelka Jihomoravského kraje, v letech 2014 až 2018 starostka obce Ratíškovice na Hodonínsku (v letech 2018 až 2021 pak radní obce), nestranička za KDU-ČSL.

## Život
V letech 1972 až 1976 vystudovala Gymnázium Hodonín a následně mezi roky 1976 a 1981 Fakultu stavební Vysokého učení technického v Brně (získala titul Ing.). Později v letech 1992 až 1995 absolvovala ještě bakalářský obor místní správa na Právnické fakultě Masarykovy univerzity (získala titul Bc.).
V minulosti působila jako vedoucí referátu životního prostředí Okresního úřadu Hodonín a od roku 2001 jako vedoucí Odboru životního prostředí Krajského úřadu Jihomoravského kraje. Od ledna 2015 je jednatelkou společnosti Baník Ratíškovice a od června téhož roku členkou dozorčí rady akciové společnosti Vodovody a kanalizace Hodonín.
Anna Hubáčková žije v obci Ratíškovice na Hodonínsku. V roce 2005 jí byla udělena Cena ministra životního prostředí za dlouholetou práci pro životní prostředí Jihomoravského kraje.

## Politické působení
V komunálních volbách v roce 2014 byla zvolena zastupitelkou obce Ratíškovice na Hodonínsku, když z pozice nestraníka vedla tamní kandidátku KDU-ČSL. Vzhledem k tomu, že strana v obci volby vyhrála, byla dne 3. listopadu 2014 zvolena starostkou obce. Nahradila tak dlouholetého starostu Ing. Josefa Uhlíka. Ve volbách v roce 2018 post zastupitelky obce obhájila jako nestraník za KDU-ČSL. Následně se stala na konci října 2018 radní obce. Na funkce radní i zastupitelky obce rezignovala ke konci prosince 2021, jelikož se stala ministryní životního prostředí ČR.
V krajských volbách v roce 2016 kandidovala jako nestraník za KDU-ČSL do Zastupitelstva Jihomoravského kraje, ale neuspěla.
Ve volbách do Senátu PČR v roce 2016 kandidovala jako nestraník za KDU-ČSL v obvodu č. 79 – Hodonín. Se ziskem 28,30 % hlasů postoupila z prvního místa do druhého kola, v němž porazila poměrem hlasů 67,78 % : 32,21 % sociálního demokrata Zdeňka Škromacha a stala se senátorkou. Ve volbách do Senátu PČR v roce 2022 svůj mandát již neobhajovala.
V krajských volbách v roce 2020 byla zvolena jako nestraník za KDU-ČSL zastupitelkou Jihomoravského kraje. Vzhledem k zisku ministerské funkce na mandát krajské zastupitelky ke konci roku 2021 rezignovala.
V listopadu 2021 se stala kandidátkou KDU-ČSL na post ministryně životního prostředí ČR ve vznikající vládě Petra Fialy (tj. koalice SPOLU a PirSTAN). V polovině prosince 2021 ji do této funkce prezident ČR Miloš Zeman jmenoval, a to na zámku v Lánech.
Dne 3. října 2022 oznámil Marian Jurečka, že Hubáčková na funkci ministryně ze zdravotních důvodů rezignuje. Širší vedení KDU-ČSL jako jejího nástupce nominovalo místopředsedu strany Petra Hladíka. O den později předala Hubáčková svou rezignaci premiérovi ČR Petru Fialovi. Demisi přijal prezident Miloš Zeman 27. října s účinností k 1. listopadu 2022. Řízením ministerstva byl pověřen Marian Jurečka. Dne 29. prosince Petr Fiala prezidentovi návrh na Hladíkovo jmenování předal, ten ale Hladíka jmenovat odmítl a ministrem životního prostředí tak zůstal Jurečka, přičemž Hladík se stal jedním z Jurečkových náměstků.

## Názory a postoje
Odmítla polský návrh na okamžité pozastavení systému EU pro obchodování s emisemi a prohlásila, že „Jako EU musíme ctít evropskou dohodu a Green Deal a s něčím takovým by bylo třeba přijít dříve než na příští zasedání Evropského parlamentu.“